# 科尔泰诺瓦 (贝加莫省)
科尔泰诺瓦（義大利語：Cortenuova），是意大利贝加莫省的一个市镇。总面积7平方公里，人口1928人，人口密度275.4人/平方公里（2009年）。国家统计（ISTAT）代码为016083。